# Оук Парк (Џорџија)
Оук Парк (Џорџија) (енгл. Oak Park) град је у америчкој савезној држави Џорџија. По попису становништва из 2010. у њему је живело 484 становника.

## Демографија
Према попису становништва из 2010. у граду је живело 484 становника, што је 118 (32,2%) становника више него 2000. године.
| Група             | 2000.       | 2010.       |
| Белци             | 326 (89,1%) | 412 (85,1%) |
| Афроамериканци    | 3 (0,8%)    | 20 (4,1%)   |
| Азијати           | 0 (0,0%)    | 0 (0,0%)    |
| Хиспаноамериканци | 37 (10,1%)  | 47 (9,7%)   |
| Укупно            | 366         | 484         |